# تاکافومی یوشیموتو
تاکافومی یوشیموتو (انگلیسی: Takafumi Yoshimoto؛ زادهٔ ۱۳ مهٔ ۱۹۷۸) بازیکن فوتبال اهل ژاپن است.
از باشگاه‌هایی که در آن بازی کرده‌است می‌توان به باشگاه فوتبال ناگویا گرامپوس اشاره کرد.